# Altferchau
Altferchau ist ein Ortsteil der Ortschaft Dönitz und der Stadt Klötze im Altmarkkreis Salzwedel in Sachsen-Anhalt.

## Geographie
Das Dorf Altferchau liegt 9½ Kilometer südwestlich von Klötze, sechs Kilometer östlich von Brome und etwa vier Kilometer östlich der Landesgrenze zu Niedersachsen in der Altmark. Etwa ½ Kilometer südlich des Dorfes entspringt die Jeetze.

## Geschichte

### Mittelalter bis Neuzeit
Die erste Erwähnung von Altferchau aus dem Jahre 1506 als Olden Ferchou ist in einer Urkunde über die Verpfändung des halben Schlosses Gardelegen zu finden. Weitere Nennungen sind im Jahre 1646 das wüste dorff Alten verchaw, 1745 heißt es Verchau alten und 1804 Alt=Ferchau.
Wilhelm Zahn zitiert aus dem Kirchenbuch von Neuferchau: „Nachdem die Feldmarken Alt- und Neu-Ferchau seit undenklichen Zeiten wüst gelegen und von der Obrigkeit (d. h. von Alvenslebensche Gutsobrigkeit) verpachtet gewesen, so sind solche nach und nach angebauet worden. Alt-Ferchau ist 1698 von der damaligen Obrigkeit angebauet und Anfangs zu einer Schäferei, nachmals aber zu einer Meierei bestimmt worden, bis auf die Zeit von Friedrich August von Alvensleben auf Isenschnibbe, welcher die Meierei eingehen lassen und Grundsitzer angenommen, welche teils die alten Gebäude gekauft, teils neue aufgeführet.“
Gelegentlich wird der Ort mit dem älteren Ferchau bei Kuhfelde verwechselt.

### Eingemeindungen
Bis 1807 gehörte das Dorf zum Salzwedelischen Kreis der Mark Brandenburg in der Altmark. Danach lag es 1807 bis 1808 im Kanton Brome und von 1808 bis 1813 im Kanton Jübar auf dem Territorium des napoleonischen Königreichs Westphalen. Ab 1816 gehörte die Gemeinde zum Kreis Salzwedel, dem späteren Landkreis Salzwedel.
Am 1. April 1938 schlossen sich die Gemeinden Altferchau, Dönitz und Schwarzendamm im Landkreis Salzwedel zu einer neuen Gemeinde mit dem Namen Dönitz zusammen.
Mit der Eingemeindung von Dönitz nach Klötze am 1. Januar 2010 kam der Ortsteil Altferchau zur Stadt Klötze und zur neu errichteten Ortschaft Dönitz.

### Einwohnerentwicklung
| Jahr | Einwohner |
| ---- | --------- |
| 1774 | 07        |
| 1789 | 32        |
| 1798 | 32        |
| 1801 | 35        |
| 1818 | 29        |
| 1840 | 40        |
| 1864 | 51        |

| Jahr | Einwohner |
| ---- | --------- |
| 1871 | 54        |
| 1885 | 45        |
| 1892 | [0]56     |
| 1895 | 58        |
| 1900 | [0]52     |
| 1905 | 51        |
| 1910 | [0]49     |

| Jahr | Einwohner |
| ---- | --------- |
| 1925 | 48        |
| 2017 | [0]33     |
| 2018 | [0]34     |
| 2020 | [00]30    |
| 2021 | [00]29    |
| 2022 | [0]33     |
| 2023 | [0]34     |

Quelle, wenn nicht angegeben, bis 1925:

## Religion
Die evangelischen Christen in Altferchau waren in die Kirchengemeinde Neuferchau eingekircht, die zur Pfarrei Immekath gehörte. Sie werden heute betreut vom Pfarrbereich Steimke-Kusey im Kirchenkreis Salzwedel im Bischofssprengel Magdeburg der Evangelischen Kirche in Mitteldeutschland.

## Kultur
Der Ortsfriedhof mit Kapelle liegt am westlichen Ende des Dorfes.